# Божевільне задоволення
«Божевільне задоволення» (англ. Pleasure Mad) — американська драма режисера Реджинальда Баркера 1923 року.

## У ролях
- Гантлі Гордон — Г'ю Бентон
- Мері Олден — Марджорі Бентон
- Норма Ширер — Елінор Бентон
- Вільям Кольє молодший — Говард Бентон
- Вініфред Брайсон — Джеральдін де Лейсі
- Ворд Крейн — Девід Темплтон
- Фредерік Трусделл — Джон Гаммонд
- Джоан Стендінг — Гільда
- Роберт Девібісс
- Вірджинія Луміс